# 羟基肉桂酸

肉桂酸

羟基肉桂酸（英語：或）是一类苯丙素类芳香酸，可看作是肉桂酸的衍生物，其中苯环上的3-6号位常被羟基及其它基团取代，常见于植物性食品中。
例子包括：
- 香豆酸（单羟基肉桂酸）
- 咖啡酸（3,4-二羟基肉桂酸）
- 阿魏酸（3-甲氧基-4-羟基肉桂酸）
- 异阿魏酸（4-甲氧基-3-羟基肉桂酸）
- 芥子酸（3,5-二甲氧基-4-羟基肉桂酸）